# Hemidonacidae
Hemidonacidae zijn een familie van tweekleppigen uit de orde Veneroida.

## Taxonomie
Het volgende geslacht is bij de familie ingedeeld:
- Hemidonax Mörch, 1871